# Liste des séries de bande dessinée les plus vendues au monde
Cette page relate le nombre d'exemplaires vendus dans le monde des séries de bande-dessinées les plus populaires. Cela inclut les mangas japonais, les comics américains, et les bandes dessinées européennes. Les séries sont classées selon les estimations de ventes les plus élevées telles que rapportées dans des sources fiables.
Cette liste inclut les séries de bande dessinée ayant vendu au moins 100 millions d'albums. Il existe trois listes distinctes, pour trois formats de publication de bande dessinée différents : les albums, les périodiques, et les magazines de bandes dessinées (en). Ils sont séparés car les chiffres de vente de ces formats de publication sont difficilement comparables.

## Albums
Cette liste concerne les bandes dessinées imprimées au format de livre traditionnel (en couverture souple ou dure), généralement avec un nombre de pages similaire à celui des romans. Cette liste inclut les romans graphiques imprimé exclusivement dans ce format, et les albums qui compilent en volume plusieurs chapitres ou périodiques. Les tankōbon du manga japonais et les albums européens représentent la grande majorité des ventes de volumes de bandes dessinées. Les tomes et romans graphiques américains sont également inclus dans la liste.
Ces séries de bandes dessinées sont initialement sérialisées soit en chapitres (généralement de 15 à 30 pages chacun) dans des publications de bandes dessinées (telles que des magazines de bandes dessinées (en)) ou sous forme de bandes dessinées d'une seule page dans des publications non comiques (comme les journaux), avant d'être rassemblées dans un volume de bande dessinée plus important (qui compile plusieurs chapitres de bandes dessinées ou de nombreuses bandes dessinées). Pour les séries comiques sérialisées à l'origine en chapitres dans des magazines de bandes dessinées ou des magazines de mangas, leurs chiffres de diffusion estimés dans ces magazines sont indiqués en notes de bas de page.
|  | Les séries en cours de diffusion sont indiquées en vert |

| Série                                             | Pays                   | Auteur(s)                                     | Éditeur                            | Nombre d'albums | Dates                                       | Ventes approximatives  |
| ------------------------------------------------- | ---------------------- | --------------------------------------------- | ---------------------------------- | --------------- | ------------------------------------------- | ---------------------- |
| One Piece                                         | Drapeau du Japon       | Eiichiro Oda                                  | Shueisha                           | 111             | Weekly Shōnen Jump depuis 1997              | 516,6 millions         |
| Astérix                                           | Drapeau de la France   | René Goscinny Albert Uderzo                   | Dargaud                            | 43              | Pilote depuis 1959                          | 393 millions           |
| Peanuts                                           | Drapeau des États-Unis | Charles M. Schulz                             |                                    |                 | 1950 à 2000                                 | 300 millions           |
| Lucky Luke                                        | Drapeau de la Belgique | Morris René Goscinny                          | Dupuis Lucky Comics                | 95              | depuis 1946                                 | 300 millions           |
| Dragon Ball                                       | Drapeau du Japon       | Akira Toriyama                                | Shueisha                           | 42              | Weekly Shōnen Jump 1984 à 1995              | 300 millions,          |
| Golgo 13                                          | Drapeau du Japon       | Takao Saito                                   | Shōgakukan                         | 201             | Big Comic depuis 1968                       | 300 millions           |
| Doraemon                                          | Drapeau du Japon       | Fujiko Fujio                                  | Shōgakukan                         | 45              | 1969 à 1996                                 | 300 millions           |
| Naruto                                            | Drapeau du Japon       | Masashi Kishimoto                             | Shueisha                           | 72              | Weekly Shōnen Jump 1999 – 2014              | 250 millions           |
| Détective Conan                                   | Drapeau du Japon       | Gosho Aoyama                                  | Shogakukan                         | 105             | Weekly Shōnen Sunday depuis 1994            | 250 millions           |
| Les Aventures de Tintin                           | Drapeau de la Belgique | Hergé                                         | Casterman Le Lombard Groupe Egmont | 24              | 1929 à 1976                                 | 250 millions           |
| Bob et Bobette                                    | Drapeau de la Belgique | Willy Vandersteen                             | Standaard Uitgeverij               | 340             | depuis 1945                                 | 200 millions           |
| Black Jack                                        | Drapeau du Japon       | Osamu Tezuka                                  | Akita Shoten                       | 25              | Weekly Shōnen Champion 1973 à 1983          | 176 millions,          |
| Slam Dunk                                         | Drapeau du Japon       | Takehiko Inoue                                | Shueisha                           | 31              | Weekly Shōnen Jump 1990 à 1996              | 170 millions           |
| Kochira Katsushika-ku Kameari kōen-mae hashutsujo | Drapeau du Japon       | Osamu Akimoto                                 | Shūeisha                           | 200             | Weekly Shōnen Jump 1976 à 2016              | 156,5 millions         |
| Diabolik                                          | Drapeau de l'Italie    | Angela Giussani Luciana Giussani              | Astorina                           | 862             | Fumetti depuis 1962                         | 150 millions           |
| Demon Slayer                                      | Drapeau du Japon       | Koyoharu Gotōge                               | Shūeisha                           | 23              | Weekly Shōnen Jump 2016 à 2020              | 150 millions (tirage), |
| Garfield                                          | Drapeau des États-Unis | Jim Davis                                     | Dargaud                            | 73              | depuis 1978                                 | 135 millions           |
| Oishinbo                                          | Drapeau du Japon       | Tetsu Kariya Akira Hanasaki                   | Shogakukan                         | 111             | Big Comic Spirits depuis 1983               | 130 millions,          |
| Bleach                                            | Drapeau du Japon       | Tite Kubo                                     | Shueisha                           | 74              | Weekly Shōnen Jump 2001 à 2016              | 120 millions,          |
| JoJo's Bizarre Adventure                          | Drapeau du Japon       | Hirohiko Araki                                | Shueisha                           | 131             | Weekly Shōnen Jump depuis 1987              | 120 millions (tirage)  |
| Amar Chitra Katha (en)                            | Drapeau de l'Inde      |                                               | Amar Chitra Katha Pvt. Ltd.        | 449             | depuis 1967                                 | 100 millions           |
| Astro, le petit robot                             | Drapeau du Japon       | Osamu Tezuka                                  | Kobunsha                           | 23              | Shōnen 1952 à 1968                          | 100 millions,          |
| L'Attaque des Titans                              | Drapeau du Japon       | Hajime Isayama                                | Kōdansha                           | 34              | Bessatsu Shōnen Magazine 2009 à 2021        | 100 millions (tirage), |
| Casper le gentil fantôme                          | Drapeau des États-Unis | Seymour Reit et Joe Oriolo                    | Harvey Comics                      |                 | depuis 1949                                 | 100 millions           |
| Doraemon                                          | Drapeau du Japon       | Fujiko Fujio                                  | Shogakukan                         | 45              | CoroCoro Comic 1969 à 1996                  | 100 millions,          |
| Ken le Survivant                                  | Drapeau du Japon       | Buronson et Tetsuo Hara                       | Shueisha                           | 27              | Weekly Shōnen Jump 1983 à 1988              | 100 millions,          |
| Touch                                             | Drapeau du Japon       | Mitsuru Adachi                                | Shogakukan                         | 26              | Weekly Shōnen Sunday 1981 à 1986            | 100 millions,          |
| Les Enquêtes de Kindaichi                         | Drapeau du Japon       | Yōzaburō Kanari, Seimaru Amagi et Fumiya Satō | Kōdansha                           | 78              | Weekly Shōnen Magazine, Evening depuis 1992 | 100 millions (tirage), |

## Magazines
Cette liste comptabilise les ventes des magazines de bandes dessinées (en), qui sont des anthologies qui sérialisent plusieurs séries de bandes dessinées différentes et non liées entre elles. Cette liste comprend les magazines de prépublication de manga japonais, les magazines de bande dessinée européens, et les magazines de comics anglophones.
Au Japon, les magazines de mangas représentent la grande majorité des ventes de mangas. La plupart des séries de mangas apparaissent pour la première fois dans des magazines, avant d'être vendues sous forme de tomes appelés tankōbon et compilant plusieurs chapitres.
| Magazine               | Pays                   | Éditeur                                             | Nombre de volumes | Dates       | Ventes approximatives |
| ---------------------- | ---------------------- | --------------------------------------------------- | ----------------- | ----------- | --------------------- |
| Weekly Shōnen Jump     | Drapeau du Japon       | Shueisha                                            | 2 406             | depuis 1968 | 7,6 milliards         |
| Weekly Shōnen Magazine | Drapeau du Japon       | Kodansha                                            | 2 942             | depuis 1959 | 5,2 milliards         |
| Weekly Young Jump      | Drapeau du Japon       | Shueisha                                            | 1 765             | depuis 1979 | 2,2 milliards         |
| The Beano              | Drapeau du Royaume-Uni | DC Thomson                                          | 4 200             | depuis 1938 | 2 milliards           |
| Weekly Shōnen Sunday   | Drapeau du Japon       | Shogakukan                                          | 2 805             | depuis 1959 | 1,9 milliard          |
| Weekly Young Magazine  | Drapeau du Japon       | Kodansha                                            | 1 976             | depuis 1980 | 1,8 milliard          |
| Micky Maus             | Drapeau de l'Allemagne | Egmont Ehapa Verlag                                 | 3 169             | depuis 1951 | 1 milliard            |
| Classics Illustrated   | Drapeau des États-Unis | Elliot Publishing Co. Gilberton Frawley Corporation | 169               | 1941 à 1971 | 1 milliard            |
| Ribon                  | Drapeau du Japon       | Shueisha                                            | 694               | depuis 1955 | 594 millions          |
| Mad                    | Drapeau des États-Unis | EC Comics, DC Comics                                | 557               | depuis 1952 | 430 millions          |
| Monthly CoroCoro Comic | Drapeau du Japon       | Shogakukan                                          | 480               | depuis 1977 | 407 millions          |
| Nakayoshi              | Drapeau du Japon       | Kodansha                                            | 756               | depuis 1954 | 400 millions          |
| Monthly Shōnen Jump    | Drapeau du Japon       | Shueisha                                            | 317               | 1970 à 2007 | 215 millions          |
| Action Comics          | Drapeau des États-Unis | DC Comics                                           | 1 000             | depuis 1938 | 188 millions          |
| Pilote                 | Drapeau de la France   | Dargaud                                             | 420               | 1959 à 1989 | 117 millions          |